# Filialkirche St. Jakob (Wolfsberg)

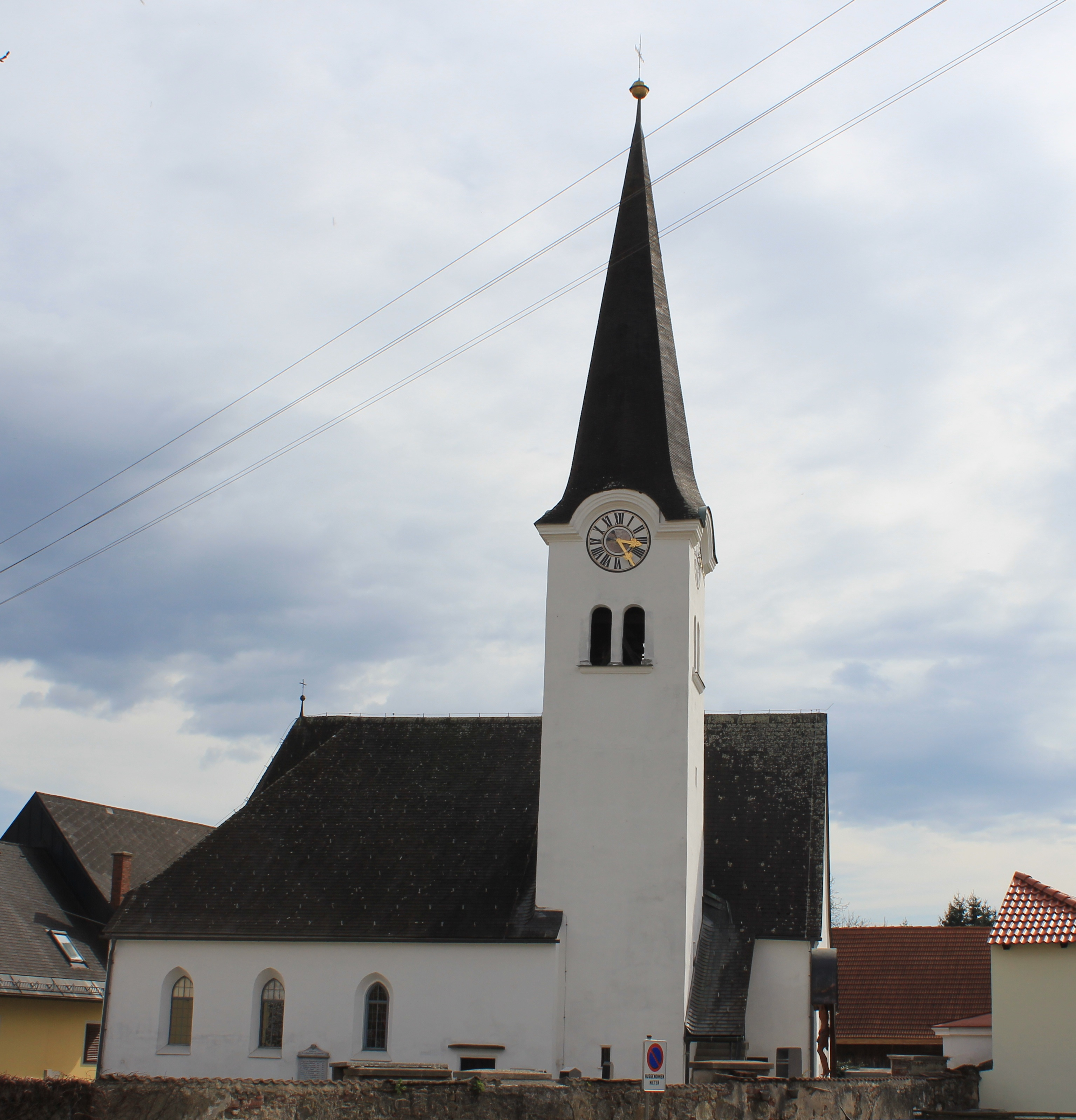

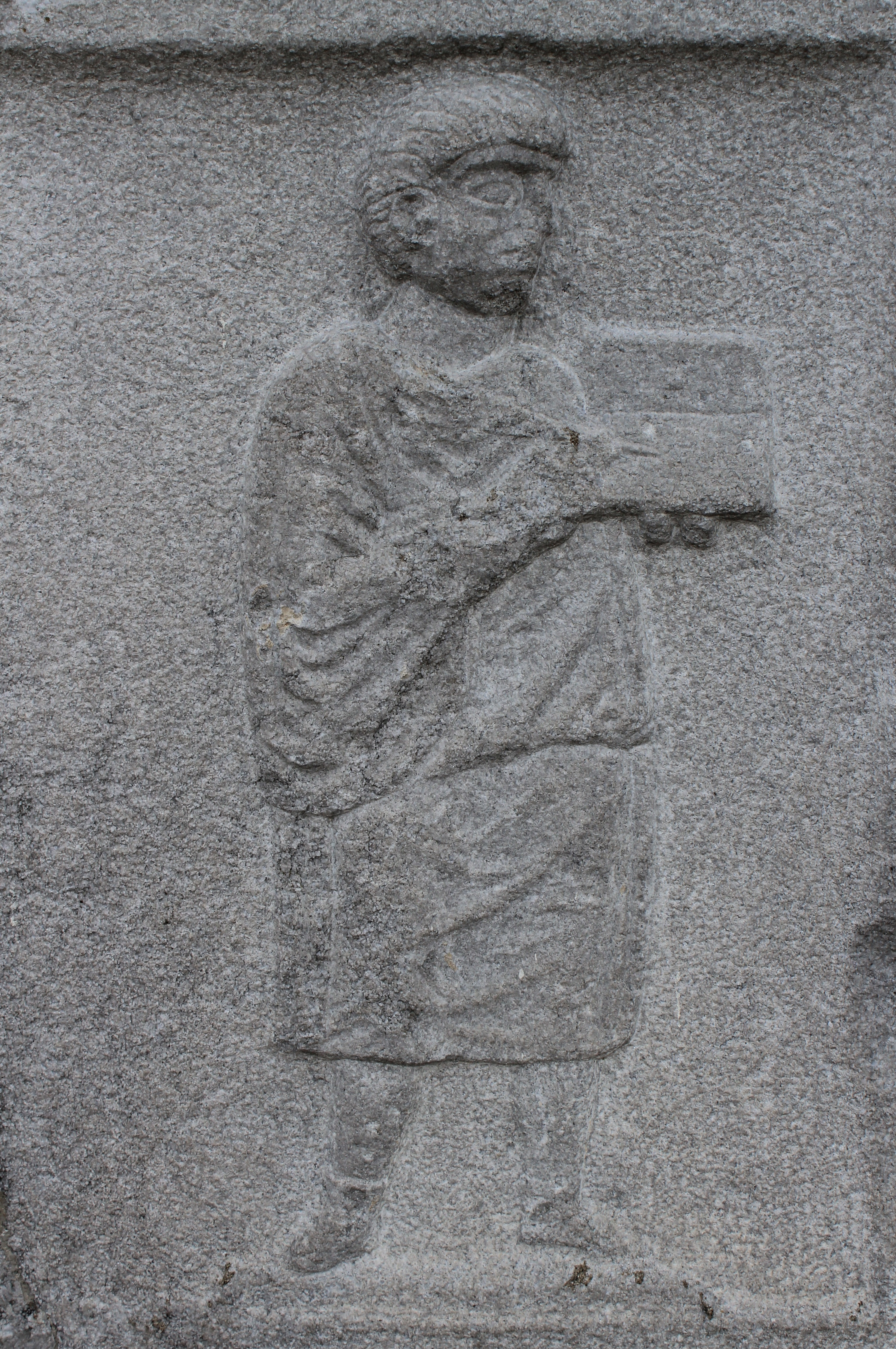
Römerstein mit Schreiberdarstellung

Die Filialkirche St. Jakob in Wolfsberg gehört zur Pfarre St. Markus.

## Baubeschreibung
Die Kirche ist ein kleiner gotischer Bau. Der polygonale Chor wird von Strebepfeilern gestützt. An der Nordseite ist eine Sakristei aus dem 19. und eine Kapelle aus dem 16. Jahrhundert angebaut. Der nordwestliche Turm mit rundbogigen Biforienfenstern wird von einem schlanken Spitzdach bekrönt. Das Westportal wird seitlich von Lisenen und oben von einem Gesims gerahmt. An der westlichen Außenmauer ist unter dem Stiegenaufgang zum Musikchor eine römerzeitliche Grabinschrift für Cantius Darbius, Risia, Terentius und Vercilla eingemauert. Ein weiterer römerzeitlicher Grabstein mit Diener- und Schreiberrelief befindet sich an der Nordwand.
Im dreijochigen Langhaus ruht ein tief heruntergezogenes Kreuzrippengewölbe aus dem 14. Jahrhundert über Kapitelle mit je zwei Runddiensten. Ein spitzbogiger Triumphbogen mit Kämpfern verbindet das Langhaus und den höheren einjochigen Chor mit Fünfachtelschluss. Im Chor erhebt sich ein Kreuzrippengewölbe über Konsolen. Ein neugotisches Portal mit eisenbeschlagener Tür führt in die Sakristei. Eine Rundbogenarkade mit Kämpfern aus dem 19. Jahrhundert öffnet an der Nordseite das Langhaus zur Seitenkapelle. Diese zweijochige Kapelle mit Dreiachtelschluss ist mit einem Kreuzgratgewölbe aus der Mitte des 16. Jahrhunderts versehen. Von der Westseite der Kapelle bildet ein spätgotisches Portal den Zugang zum Turm. An der Triumphbogenwand legte man 1947 ein um 1430 gemaltes Jüngstes Gericht frei. Im Fußboden ist ein Fragment einer römerzeitlichen Grabinschrift eingelassen.

## Einrichtung
Das Altarblatt des um 1700 gefertigten  barocken Hochaltars zeigt die Heiligen Florian, Oswald und Martin. Seitlich neben den Altar stehen die Konsolfiguren der Apostel Philippus und Jakobus. Der um 1725 entstandene Marienaltar in der Seitenkapelle trägt ein Madonnenbild in geschnitztem Rahmen. Der ehemalige Kanzelkorb mit Intarsien aus dem zweiten Viertel des 17. Jahrhunderts wird als Ambo verwendet. Weiters besitzt die Kirche einige um 1725 gemalte Leinwandbilder.